# Alegações de longevidade extrema
Alegações de longevidade extrema são alegações de longevidade que não são reconhecidas, ou não existe documentação suficiente para convencer os especialistas em estudos gerontológicos, nomeadamente o Gerontology Research Group (GRG). Em versões antigas do Livro Guiness dos Recordes afirma-se que não há assunto mais obscurecido pela falta de comprovação documental que os extremos da "longevidade humana". Tendo em conta este fator, e para não contaminar os seus estudos com um número excessivo de dados, só consideram os que podem ser comprovados com documentação. Assim, o GWR exige três meios de prova diferentes, podendo ser certidões de batismo ou de registo civil ou certidões de casamento ou registos censórios. Face a esta exigência é fácil admitir que muitos supercentenários reais não têm como comprovar as suas alegações, mas a ausência de documentação de registro de nascimento é um fato muito comum, não só nas sociedades civilizadas recentemente, mas principalmente nas tribais.

## Lista de alegações de longevidade extrema
As listas abaixo são destinadas a mostrar a gama de reivindicações de longevidade sem ser comprovadamente por documentos. As listas devem ser vistas como um espectro que na maioria destes casos não foram possíveis ser comprovados por documentos.

### Supercentenários vivos não oficiais
Estes casos não possuem documentos públicos disponíveis da sua precisa data de nascimento que os sustentem, porém, têm sido fortemente divulgados pela imprensa. No mínimo, a pessoa deve ter a data completa de nascimento (contendo dia, mês, ano) para constar aqui.
Apenas alegações de, no mínimo, 110 anos de idade devem ser incluídas na lista abaixo. Se um caso não tenha sido comprovado pelos últimos dois anos, este é movido para a lista "limbo" (uma comprovação de um ano é considerado um caso válido).

### Lista de Supercentenários
| Posição | Nome                            | Data de nascimento     | Idade (se for viva) | Sexo | Último relatório        | País           |
| 1       | Siriaca Muñoz                   | 8 de julho de 1885     | 140 anos e 27 dias  | M    | 14 de junho de 2010     | Venezuela      |
| 2       | Joana Ribeiro da Silva          | 25 de maio de 1888     | 137 anos e 71 dias  | F    | 24 de maio de 2008      | Brasil         |
| 3       | Helen Bexi                      | 17 de agosto de 1888   | 136 anos e 352 dias | F    | 19 de abril de 2008     | Grécia         |
| 4       | Ma Tengjun                      | 25 de abril de 1889    | 136 anos e 101 dias | M    | 8 de outubro de 2008    | China          |
| 5       | José de Jesus                   | 10 de janeiro de 1890  | 135 anos e 206 dias | M    | setembro de 2009        | Brasil         |
| 6       | Bienvenido Cancero              | 31 de janeiro de 1890  | 135 anos e 185 dias | M    | 16 de maio de 2008      | Filipinas      |
| 7       | Arme Tsering                    | 16 de março de 1891    | 134 anos e 141 dias | M    | 16 de março de 2009     | China          |
| 8       | Majinah                         | 2 de abril de 1890     | 135 anos e 124 dias | F    | 26 de maio de 2010      | Indonésia      |
| 9       | Ulya Margusheva                 | 15 de abril de 1891    | 134 anos e 111 dias | F    | 26 de outubro de 2009   | Rússia         |
| 10      | Lucas Melón Ayala               | 6 de agosto de 1891    | 133 anos e 363 dias | M    | 3 de junho de 2009      | Peru           |
| 11      | Asifyate Vistanova              | 15 de setembro de 1892 | 132 anos e 323 dias | F    | 14 de julho de 2008     | Rússia         |
| 12      | Elizabeth Johnson               | 25 de dezembro de 1892 | 132 anos e 222 dias | M    | 13 de janeiro de 2009   | Estados Unidos |
| 13      | Rafael Mora Ramírez             | 29 de janeiro de 1893  | 132 anos e 187 dias | M    | fevereiro de 2010       | Costa Rica     |
| 14      | Tǎnase Tǎnase                   | 15 de outubro de 1894  | 130 anos e 293 dias | F    | 21 de maio de 2009      | Grécia Roménia |
| 15      | Rosalina Francisca da Silva     | 6 de agosto de 1886    | 127 anos e 62 dias  | F    | 7 de outubro de 2013    | Brasil         |
| 16      | Benilda Ospino Altamar          | 28 de dezembro de 1894 | 130 anos e 219 dias | F    | 24 de outubro de 2008   | Colômbia       |
| 17      | Wang Kailian                    | 9 de janeiro de 1895   | 130 anos e 207 dias | F    | 19 de fevereiro de 2009 | China          |
| 18      | Juana Moreno Lamorú             | 8 de março de 1895     | 130 anos e 149 dias | F    | 23 de maio de 2008      | Cuba           |
| 19      | María Norberta Rivera-Ramírez   | 5 de junho de 1895     | 130 anos e 60 dias  | F    | 29 de setembro de 2008  | México         |
| 20      | Thuat Phan                      | 5 de julho de 1896     | 129 anos e 30 dias  | M    | 23 de julho de 2009     | Tailândia      |
| 21      | María del Carmen Flores         | 16 de julho de 1896    | 129 anos e 19 dias  | M    | 29 de maio de 2010      | Nicarágua      |
| 22      | Deolira Glicéria Pedro da Silva | 10 de março de 1905    | 120 anos e 147 dias | F    | 17 de março de 2025     | Brasil         |

### Alegações passadas
As alegações seguintes correspondem a pessoas que tenham falecido com uma idade alegada superior a 115 anos. Como qualquer alegação de idade extrema, quanto maior for a idade, menor é a probabilidade de ser verdadeira. Actualmente, considera-se a idade de 130 anos como o limite da plausibilidade. Isto significa que há sérias dúvidas quanto as datas, quer de nascimento como de falecimento.
| Posição | Nome                                 | Sexo | Data de nascimento    | Data de falecimento  | Idade               | País                    |
| 1       | Shirali Muslimov                     | M    | 26 de Março 1805      | 2 de setembro 1973   | 168 anos e 160 dias | Azerbaijão              |
| 2       | Turinah Masih Sehat                  | F    | 7 de Junho 1853?      | 7 de Junho 2012      | 159 anos e 0 dias   | Indonésia               |
| 3       | Habib Miyan                          | M    | 28 de Maio 1870       | 19 de agosto 2008    | 138 anos e 83 dias  | Índia                   |
| 4       | William Johnson                      | M    | 8 de maio de 1881     | 23 de maio 2018      | 137 anos e 14 dias  | Estados Unidos          |
| 5       | Moloko Temo                          | F    | 4 de Julho 1874?      | 2 de Junho 2009      | 134 anos e 333 dias | África do Sul           |
| 6       | Tuti Yusupova                        | F    | 1 de Julgo 1880       | 28 de Março 2015     | 134 anos e 277 dias | Uzbequistão             |
| 7       | Sylvester Magee                      | M    | 29 de Maio 1841       | 15 de Outubro 1971   | 130 anos e 139 dias | Estados Unidos          |
| 8       | Sahan Dosova                         | F    | 27 de Março 1879      | 9 de Maio 2009       | 130 anos e 43 dias  | Cazaquistão             |
| 9       | Maria do Carmo Gerônimo              | F    | 5 de Março 1871       | 14 de Julho 2000     | 129 anos e 122 dias | Brasil                  |
| 10      | Mary Ewen                            | F    | 5 de Maio 1878        | 10 de Abril 2007     | 128 anos e 340 dias | Jamaica                 |
| 11      | Cruz Hernández                       | F    | 3 de Maio 1878        | 8 de Março 2007      | 128 anos e 309 dias | El Salvador             |
| 12      | Elizabeth Israel                     | F    | 27 de Janeiro 1875    | 14 de Outubro 2003   | 128 anos e 260 dias | Dominica                |
| 13      | Jose del Rosario Serrano             | M    | 5 de Março 1881       | 24 de Abril 2009     | 128 anos e 50 dias  | Colômbia                |
| 14      | Swami Kalyan Dev                     | M    | 26 de Junho 1876      | 12 de Julho 2004     | 128 anos e 16 dias  | Índia                   |
| 15      | Halim Solmaz                         | F    | 1 de Julho 1884       | 29 de Março 2012?    | 127 anos e 272 dias | Turquia                 |
| 16      | Tshinyelo Dora Muzila                | F    | 4 de Maio 1880        | 14 de Janeiro 2008   | 127 anos e 255 dias | África do Sul           |
| 17      | Nicolas Savin                        | M    | 17 de Abril 1768      | 29 de Novembro 1894  | 126 anos e 226 dias | Rússia                  |
| 18      | Benito Martínez Abrogán              | M    | 19 de Junho 1880      | 11 de Outubro 2006   | 126 anos e 114 dias | Haiti Cuba              |
| 19      | Margarita Lacsi                      | F    | 30 de Março 1878      | 27 de Maio 2004      | 126 anos e 58 dias  | Argentina               |
| 20      | Jackson Pollard                      | M    | 15 de Dezembro 1869   | 25 de Outubro 1995   | 125 anos e 314 dias | Estados Unidos          |
| 21      | Nuri Oztunc                          | M    | 1 de Julho 1885       | 6 de Março 2011      | 125 anos e 248 dias | Turquia                 |
| 22      | Juan Ramos                           | M    | 24 de Junho 1880      | 24 de Janeiro 2006   | 125 anos e 214 dias | Estados Unidos          |
| 23      | Aberewa Grace                        | F    | 16 de Agosto 1878     | 18 de Janeiro 2004   | 125 anos e 155 dias | Gana                    |
| 23      | Alberta Davis                        | F    | 24 de Dezembro 1881   | 27 de Janeiro 2007   | 125 anos e 34 dias  | Estados Unidos          |
| 24      | Anna Visser                          | F    | 25 de Dezembro 1878?  | 8 de Janeiro 2004    | 125 anos e 14 dias  | Namíbia                 |
| 25      | Augusta Watts                        | F    | 15 de Agosto 1876?    | 9 de Julho 2001      | 124 anos e 328 dias | Estados Unidos          |
| 26      | Maria Etelvina dos Santos            | F    | 15 de Julho 1878?     | 8 de Março 2003      | 124 anos e 236 dias | Brasil                  |
| 27      | Hu Yeh-mei                           | F    | 10 de Fevereiro 1885  | 24 de Agosto 2009    | 124 anos e 195 dias | China                   |
| 28      | Armando Frid                         | M    | 24 de Maio 1866?      | 28 de Julho 1990     | 124 anos e 65 dias  | Argentina               |
| 29      | Ana Martinha da Silva                | F    | 27 de Agosto 1880?    | 27 de Julho 2004     | 123 anos e 335 dias | Brasil                  |
| 30      | Arthur Reed                          | M    | 28 de Junho 1860?     | 15 de Abril 1984     | 123 anos e 262 dias | Estados Unidos          |
| 31      | Hava Rexha                           | F    | 22 de Agosto 1880?    | 8 de Novembro 2003   | 123 anos e 78 dias  | Albânia                 |
| 32      | Live Larsdatter                      | F    | 6 de Agosto 1575      | 9 de Julho 1698      | 122 anos e 337 dias | Dinamarca               |
| 33      | Shukhrat Aliyeva                     | F    | 1 de Janeiro 1887     | 1 de Dezembro 2009   | 122 anos e 334 dias | Estados Unidos          |
| 34      | Oberia Coffin                        | F    | 1 de Dezembro 1883?   | 18 de Outubro 2006   | 122 anos e 321 dias | Estados Unidos          |
| 35      | Dora Jacobs                          | F    | 6 de Maio 1880?       | 19 de Janeiro 2003   | 122 anos e 258 dias | África do Sul           |
| 36      | Zhang Daoling                        | M    | 15 de Janeiro 1834?   | 9 de Setembro 1956?  | 122 anos e 238 dias | China                   |
| 37      | Mamie Evans                          | F    | 2 de Julho 1872?      | 15 de Janeiro 1995   | 122 anos e 197 dias | Estados Unidos          |
| 38      | David Peterson                       | M    | 22 de Novembro 1850?  | 31 de Maio 1973      | 122 anos e 190 dias | Estados Unidos          |
| 39      | Sarah Hoover                         | F    | 25 de Junho 1874?     | 15 de Dezembro 1996  | 122 anos e 173 dias | Estados Unidos          |
| 40      | Makgomo Sekhume                      | M    | 28 de Dezembro 1879   | 2 de Maio 2002?      | 122 anos e 125 dias | África do Sul           |
| 41      | Seher Bulut                          | F    | 18 de Novembro 1884?  | 4 de Abril 2007      | 122 anos e 107 dias | Turquia                 |
| 42      | Lich Nguyen                          | M    | 4 de Dezembro 1876?   | 11 de Dezembro 1998  | 122 anos e 7 dias   | Vietname Estados Unidos |
| 43      | Rose Peters                          | F    | 25 de Fevereiro 1883  | 26 de Setembro 2001  | 121 anos e 281 dias | Vietname                |
| 44      | Mary Duckworth                       | F    | 4 de Junho 1861?      | 19 de Abril 1983     | 121 anos e 319 dias | República Dominicana    |
| 45      | William DuBerry                      | M    | 7 de Fevereiro 1870?  | 14 de Dezembro 1991  | 121 anos e 310 dias | Estados Unidos          |
| 46      | Cliceria Gómez-Morales               | F    | 20 de Setembro 1885   | 28 de Abril 2007?    | 121 anos e 220 dias | México                  |
| 47      | Celina Pinto da Silva                | F    | 12 de Agosto 1889     | 16 de Dezembro 2010  | 121 anos e 126 dias | Brasil                  |
| 48      | Khabibamal Khamitova                 | F    | 1 de Julho 1890       | 17 de Setembro 2011  | 121 anos e 78 dias  | Rússia                  |
| 49      | Anna Pavlovna Ragel                  | F    | 4 de Julho 1889       | 12 de Setembro 2010  | 121 anos e 70 dias  | Bielorrússia            |
| 50      | Fred Greenwell                       | M    | 26 de Janeiro 1880?   | 22 de Janeiro 2001   | 120 anos e 362 dias | Estados Unidos          |
| 51      | Joseph Brunner                       | M    | 26 de Novembro 1706?  | 19 de Novembro 1827  | 120 anos e 358 dias | Alemanha                |
| 52      | Mark Thrash                          | M    | 25 de Dezembro 1822   | 17 de Dezembro 1943  | 120 anos e 357 dias | Estados Unidos          |
| 53      | Atidje Starkova                      | F    | 12 de Maio 1875?      | 24 de Janeiro 1996   | 120 anos e 257 dias | Bulgária                |
| 54      | James Hopkins                        | M    | 12 de Janeiro 1824    | 10 de Setembro 1944  | 120 anos e 242 dias | Estados Unidos          |
| 55      | Pearl Gartrell                       | F    | 1 de Abril 1888?      | 23 de Novembro 2008  | 120 anos e 236 dias | Estados Unidos          |
| 56      | Du Pinhua                            | F    | 22 de Abril 1886?     | 11 de Dezembro 2006  | 120 anos e 233 dias | Chile                   |
| 57      | Silvina Rosa de Jesus                | F    | 20 de Junho 1888      | 8 de Janeiro 2009    | 120 anos e 202 dias | Brasil                  |
| 58      | Feime Hassanova                      | F    | 14 de Abril 1879      | 2 de Outubro 1999    | 120 anos e 171 dias | Bulgária                |
| 59      | Mary Thompson                        | F    | 27 de Março 1876      | 3 de Agosto 1996     | 120 anos e 129 dias | Estados Unidos          |
| 60      | Ruperto Hernández                    | M    | 13 de Junho 1887?     | 10 de Agosto 2007    | 120 anos e 58 dias  | Nicarágua               |
| 61      | Bhling Talah                         | F    | 21 de Março 1887      | 21 de Março 2007?    | 120 anos e 0 dias   | Vietname                |
| 62      | Francisco Mateus de Santana          | M    | 21 de Setembro 1889   | 6 de Setembro 2009   | 119 anos e 350 dias | Brasil                  |
| 63      | Francisca Salinas de Pieler          | F    | 17 de Setembro 1878   | 1 de Setembro 1998?  | 119 anos e 349 dias | Argentina               |
| 64      | Carmen Lechado                       | F    | 5 de Fevereiro 1882   | 16 de Janeiro 2002   | 119 anos e 345 dias | Nicarágua               |
| 65      | Noninji Elizabeth Bete               | F    | 21 de Maio 1886       | 4 de Dezembro 2005?  | 119 anos e 197 dias | África do Sul           |
| 66      | Li Cairong                           | F    | 12 de Novembro 1885?  | 9 de Maio 2005       | 119 anos e 178 dias | Chile                   |
| 67      | Emma Bodie Begay                     | F    | 3 de Novembro 1887?   | 6 de Abril 2007      | 119 anos e 154 dias | Estados Unidos          |
| 68      | Józef Buszyło                        | M    | 7 de Outubro 1887?    | 8 de Março 2007      | 119 anos e 152 dias | Polónia                 |
| 69      | Ana María Pérez González             | F    | 22 de Junho 1890      | 17 de Novembro 2009  | 119 anos e 148 dias | México                  |
| 70      | Doralina Borba                       | F    | 22 de janeiro de 1894 | 7 de abril de 2013   | 119 anos e 75 dias  | Brasil                  |
| 71      | Mary J. Thompson                     | F    | 2 de Agosto 1882      | 8 de Outubro 2001    | 119 anos e 67 dias  | Estados Unidos          |
| 72      | Hsu Yun                              | M    | 26 de Agosto 1840     | 13 de Outubro 1959   | 119 anos e 48 dias  | China                   |
| 73      | Shehadeh Suliman Shahin              | ?    | 1 de Janeiro 1892     | 27 de Janeiro 2011   | 119 anos e 26 dias  | Israel                  |
| 74      | Qiu Yingguang                        | M    | 21 de Novembro 1891   | 17 de Outubro 2010   | 118 anos e 330 dias | China                   |
| 75      | Sherin Kuloo                         | F    | 15 de Julho 1872      | 31 de Maio 1991      | 118 anos e 320 dias | Estados Unidos          |
| 76      | Osório Lopes de Santana              | M    | 19 de Março 1885      | 24 de Janeiro 2004   | 118 anos e 311 dias | Brasil                  |
| 77      | Hanna Barysevich                     | F    | 18 de Maio 1888?      | 23 de Fevereiro 2007 | 118 anos e 281 dias | Bélgica                 |
| 78      | Pelageya Zakurdayeva                 | F    | 6 de Junho 1886       | 13 de Março 2005     | 118 anos e 280 dias | Rússia                  |
| 79      | Maikup Zhan                          | F    | 15 de Junho 1890      | 5 de Fevereiro 2009  | 118 anos e 235 dias | China                   |
| 80      | Rose Peter                           | F    | 21 de Fevereiro 1883? | 26 de Setembro 2001  | 118 anos e 217 dias | República Dominicana    |
| 81      | Felicie Cormier                      | F    | 9 de Novembro 1879    | 14 de Abril 1998     | 118 anos e 156 dias | Canadá                  |
| 82      | Manik Bokchalian                     | F    | 20 de Junho 1880      | 15 de Novembro 1998  | 118 anos e 148 dias | Estados Unidos          |
| 83      | Lv Zijian                            | M    | 15 de Outubro 1893    | 20 de Fevereiro 2012 | 118 anos e 128 dias | China                   |
| 84      | Yaso Kobayashi                       | F    | 2 de Março 1846?      | 29 de Maio 1964      | 118 anos e 88 dias  | Japão                   |
| 85      | Alberto Yoip[carece de fontes?]      | M    | 12 de Maio 1886?      | 23 de Julho 2004     | 118 anos e 72 dias  | Cuba                    |
| 86      | Antonia Blanco Palma                 | F    | 26 de Outubro 1893    | 5 de Dezembro 2011   | 118 anos e 40 dias  | Chile                   |
| 87      | Rev. Cornelius Jones                 | M    | 21 de Abril 1861      | 16 de Maio 1979      | 118 anos e 25 dias  | Estados Unidos          |
| 88      | Józef Piotrowski (organist)          | M    | 7 de Setembro 1887    | 8 de Setembro 2005?  | 118 anos e 1 dia    | Polónia                 |
| 89      | María del Carmen Mayorga             | F    | 16 de Julho 1886      | 16 de julho 2004?    | 118 anos e 0 dias   | Colômbia                |
| 90      | Varvara Semennikova                  | F    | 10 de Maio 1890       | 9 de Março 2008      | 117 anos e 304 dias | Rússia                  |
| 91      | Chen Tuan                            | M    | 10 de Outubro 1871    | 22 de Julho 1989     | 117 anos e 285 dias | China                   |
| 92      | Dominga Pantoja Nique                | F    | 11 de Maio 1889?      | 14 de Fevereiro 2007 | 117 anos e 279 dias | Peru                    |
| 93      | Deraldo Santos                       | M    | 22 de Novembro 1894   | 12 de Agosto 2011    | 116 anos e 263 dias | Brasil                  |
| 94      | Maria Andersson                      | F    | 24 de Dezembro 1828?  | 24 de Agosto 1946    | 117 anos e 243 dias | Finlândia               |
| 95      | Luis Muñoz Cortés[carece de fontes?] | F    | 4 de Setembro 1892    | 18 de Abril 2010     | 117 anos e 226 dias | Chile                   |
| 96      | Maria Ederinn                        | F    | 25 de Abril 1688      | 1 de Dezembro 1805   | 117 anos e 220 dias | Áustria                 |
| 97      | Lowe Garcia                          | F    | 2 de Novembro 1884    | 26 de Abril 2002     | 117 anos e 175 dias | Cuba                    |
| 98      | Li Ada                               | F    | 11 de Abril 1889?     | 24 de Setembro 2006  | 117 anos e 166 dias | Chile                   |
| 99      | J. Chiossick                         | M    | 20 de Dezembro 1702   | 22 de Maio 1820      | 117 anos e 154 dias | Itália                  |
| 100     | Etory Hill                           | F    | 1 de Dezembro 1878    | 23 de Abril 1996     | 117 anos e 144 dias | Estados Unidos          |
| 101     | Katie Bruce                          | F    | 11 de Março 1890?     | 16 de Julho 2007     | 117 anos e 127 dias | Estados Unidos          |
| 102     | Nellie Chee                          | F    | 15 de Outubro 1889?   | 14 de Novembro 2006  | 117 anos e 30 dias  | Estados Unidos          |
| 103     | Paweł Parniak                        | M    | 27 de Fevereiro 1890? | 27 de Março 2007     | 117 anos e 28 dias  | Polónia                 |
| 104     | LaJean Smith                         | F    | 15 de Junho 1889      | 22 de Junho 2006?    | 117 anos e 7 dias   | Estados Unidos          |
| 105     | Josefina Salguero                    | F    | 19 de Março 1890      | 18 de Março 2007     | 116 anos e 364 dias | México                  |
| 106     | Mamie Truesdale                      | F    | 6 de Setembro 1873    | 24 de Agosto 1990    | 116 anos e 352 dias | Estados Unidos          |
| 107     | Amanda Aguilar                       | F    | 3 de Maio 1890?       | 14 de Fevereiro 2007 | 116 anos e 348 dias | Nicarágua               |
| 108     | Martin Kaschke                       | M    | 5 de Novembro 1610    | 6 de Outubro 1727    | 116 anos e 335 dias | Alemanha                |
| 109     | Jubee Nakamura                       | M    | 10 de Junho 1852?     | 5 de Maio 1969       | 116 anos e 329 dias | Japão                   |
| 110     | Agora Rafle                          | F    | 13 de Março 1890?     | 9 de Janeiro 2007?   | 116 anos e 302 dias | Roménia                 |
| 111     | Ito Morimoto                         | F    | 15 de Agosto 1853?    | 7 de Junho 1970      | 116 anos e 296 dias | Japão                   |
| 112     | Dila Jaku                            | F    | 9 de Julho 1895       | 16 de Abril 2012     | 116 anos e 282 dias | Albânia                 |
| 113     | Nils Ohrberg                         | M    | 1 de Janeiro 1700?    | 12 de Outubro 1816   | 116 anos e 285 dias | Suécia                  |
| 114     | Hryhoriy Nestor                      | M    | 15 de Março 1891?     | 14 de Dezembro 2007  | 116 anos e 273 dias | Ucrânia                 |
| 115     | Fernando Gómez                       | M    | 5 de Maio 1886        | 23 de Janeiro 2003   | 116 anos e 263 dias | México                  |
| 116     | Willie Henry Holmes                  | M    | 25 de Dezembro 1867   | 9 de Julho 1984      | 116 anos e 257 dias | Estados Unidos          |
| 117     | Philip Showers                       | M    | 24 de Junho 1820      | 19 de Fevereiro 1937 | 116 anos e 240 dias | Estados Unidos          |
| 118     | Anísio Rodrigues Alves               | M    | 30 de Dezembro 1892   | 16 de Agosto 2009    | 116 anos e 229 dias | Brasil                  |
| 119     | Zhou Hushi                           | F    | 19 de Setembro 1893   | 18 de Abril 2010     | 116 anos e 211 dias | China                   |
| 120     | Janina Izykowska                     | F    | 27 de Fevereiro 1882  | 25 de Setembro 1998  | 116 anos e 210 dias | Polónia                 |
| 121     | Clementina Rodríguez Quiros          | F    | 13 de Novembro 1891?  | 23 de Março 2008     | 116 anos e 131 dias | Panamá                  |
| 122     | Minnie Lee Nave                      | F    | 15 de Agosto 1890?    | 21 de Novembro 2006  | 116 anos e 98 dias  | Estados Unidos          |
| 123     | Clara MacLeash[carece de fontes?]    | F    | 1 de Janeiro 1890     | 3 de Abril 2006?     | 116 anos e 92 dias  | Jamaica                 |
| 124     | Richard Washington                   | M    | 13 de Abril 1893      | 7 de Julho 2009      | 116 anos e 85 dias  | Estados Unidos          |
| 125     | Augustina Rosales                    | F    | 28 de Agosto 1878     | 10 de Novembro 1994  | 116 anos e 74 dias  | Estados Unidos          |
| 126     | Eva Rayo Potosme                     | F    | 18 de Maio 1887       | 1 de Julho 2003?     | 116 anos e 44 dias  | Nicarágua               |
| 127     | Baji Safarova                        | F    | 3 de Julho 1890       | 31 de Julho 2006?    | 116 anos e 28 dias  | Azerbaijão              |
| 128     | Maria Benedita da Conceição          | F    | 27 de Janeiro 1887    | 20 de Fevereiro 2003 | 116 anos e 24 dias  | Brasil                  |
| 129     | Apo Gayagay                          | M    | ?                     | ?                    | 116 anos, 0 dias    | Filipinas               |
| 130     | Fan Xiuying                          | F    | 11 de Abril 1892      | 30 de Março 2008     | 115 anos e 354 dias | China                   |
| 131     | Elzira Rogelin                       | F    | 13 de Setembro 1893   | 22 de Agosto 2009    | 115 anos e 343 dias | Brasil                  |
| 132     | Igboezu Asoegwu                      | M    | 20 de Abril 1890      | 28 de Março 2006?    | 115 anos e 342 dias | Nigéria                 |
| 133     | Sóstenes Martínez                    | M    | 21 de Março 1891      | 27 de Abril 2007?    | 115 anos e 341 dias | México                  |
| 134     | Margarita Beltrán Alas               | F    | 13 de Junho 1888      | 10 de Maio 2004?     | 115 anos e 332 dias | El Salvador             |
| 135     | Tránsita Santana Damil               | F    | 15 de Agosto 1888?    | 3 de Junho 2004      | 115 anos e 293 dias | Chile                   |
| 136     | Liddie Hollis Steele                 | F    | 9 de Maio 1870        | 22 de Janeiro 1986   | 115 anos e 258 dias | Estados Unidos          |
| 137     | Song Xiangyun                        | F    | 17 de Março 1893      | 18 de Novembro 2008  | 115 anos e 246 dias | China                   |
| 138     | Sadie Mae Caver                      | F    | 1 de Abril 1888       | 21 de Novembro 2003  | 115 anos e 236 dias | Estados Unidos          |
| 139     | Demire Durollari                     | F    | 14 de Setembro 1895   | 26 de Abril 2011     | 115 anos e 224 dias | Estados Unidos          |
| 140     | Nancy Lawhead                        | F    | 12 de Março 1884      | 1 de Setembro 1999   | 115 anos e 173 dias | Estados Unidos          |
| 141     | Alípio Francelino da Silva           | M    | 15 de Agosto 1891     | 3 de Fevereiro 2007  | 115 anos e 172 dias | Brasil                  |
| 142     | Chen Aixiang                         | F    | 6 de Dezembro 1895    | 1 de Maio 2011       | 115 anos e 146 dias | China                   |
| 143     | Odília Alves dos Santos              | F    | 20 de Janeiro 1896    | 28 de Maio 2011      | 115 anos e 129 dias | Brasil                  |
| 144     | He Wenzhang                          | M    | 9 de Abril 1894       | 13 de Agosto 2009    | 115 anos e 126 dias | China                   |
| 145     | Catherine Singletary                 | F    | 16 de Setembro 1885   | 12 de Janeiro 2001   | 115 anos e 118 dias | Estados Unidos          |
| 146     | Nancy Brock                          | F    | 2 de Agosto 1800      | 27 de Novembro 1915  | 115 anos e 117 dias | Estados Unidos          |
| 147     | Juana Corona                         | F    | 20 de Outubro 1794    | 24 de Janeiro 1910   | 115 anos e 96 dias  | Estados Unidos          |
| 148     | Eulalia Herrera                      | F    | 12 de Fevereiro 1887  | 16 de Abril 2002     | 115 anos e 63 dias  | México                  |
| 149     | Maria Strelnikova                    | F    | 15 de Março 1890?     | 3 de Maio 2005       | 115 anos e 49 dias  | Rússia                  |
| 150     | Ellen Carroll                        | F    | 21 de Outubro 1828    | 8 de Dezembro 1943   | 115 anos e 48 dias  | Canadá                  |
| 151     | Floripes Luzia Damasio               | F    | 13 de Dezembro 1889   | 15 de Janeiro 2005?  | 115 anos e 33 dias  | Brasil                  |
| 152     | Fan Shee Hoo                         | F    | 18 de Dezembro 1895   | 5 de Janeiro 2011    | 115 anos e 18 dias  | Canadá                  |
| 153     | Laura Green                          | F    | 23 de Dezembro 1800   | 27 de Dezembro 1915  | 115 anos e 4 dias   | Estados Unidos          |
| 154     | Marfa Salaikijskaja                  | F    | 10 de Setembro 1889   | 10 de Setembro 2004? | 115 anos e 0 dias   | Lituânia                |